# La República de las Ideas
La República de las Ideas (La République des idées en francés) es un grupo de reflexión (de los llamados think tanks en inglés) fundado en Francia en 2002, con orientación política de centro - izquierda, concebido como «un lugar de producción y de intercambio de ideas nuevas para Europa y el mundo». Su actividad gira en torno a cuatro ejes principales: transformaciones del capitalismo; la democracia europea y sus fronteras; la geopolítica de la mundialización (aceptada por los liberales); y el futuro de la sociedad de los individuos.
El grupo está presidido por el historiador e intelectual francés Pierre Rosanvallon. Su vicepresidente es Olivier Mongin, periodista que dirige la revista Esprit, editada en Francia. 
La República de las Ideas edita una revista digital denominada La Vie des idées (La vida de las ideas), que se ha definido como un órgano de debate internacional para explorar nuevas ideas.
La República de las Ideas también da nombre a una colección de publicaciones realizadas por la editorial Seuil, que han incluido obras de autores como Éric Maurin, Robert Castel, Daniel Lindenberg, Pascal Lamy, Jean Peyrelevade, Daniel Cohen, entre otros.
El grupo ha coorganizado con la Agencia Nueva de Solidaridades Activas, grupo activista francés, el denominado Foro de Grenoble de crítica social que se llevó a cabo en 2006. También organizó el foro Reinventando la democracia en 2009.

## Obras publicadas porLa República de las Ideas
- La peur du déclassement, de Eric Maurin
- L’Élitisme républicain, de Christian Baudelot et Roger Establet
- La Nouvelle Écologie politique, de Jean-Paul Fitoussi et Éloi Laurent
- Le Nouvel Esprit de la démocratie, de Loïc Blondiaux
- Trois leçons sur l’État-providence, de Gøsta Esping-Andersen et Bruno Palier
- La République et ses territoires, de Laurent Davezies
- La Discrimination négative, de Robert Castel
- Le Rendez-vous des civilisations, de Youssef Courbage et Emmanuel Todd
- Le Capitalisme d’héritiers, de Thomas Philippon